# Zoznegg (Ostrach)
Zoznegg ist ein Teilort von Burgweiler, eine von acht Ortschaften der baden-württembergischen Gemeinde Ostrach im Landkreis Sigmaringen.

## Geographie

### Geographische Lage
Der Teilort Zoznegg liegt 7,2 Kilometer südwestlich der Ortsmitte von Ostrach, zwischen Oberochsenbach im Norden, dem Pfullendorfer Ortsteil Denkingen im Westen sowie dem zur Gemeinde Illmensee gehörenden Judentenberg im Osten.

## Geschichte
Zocznegg wurde 1313  erstmals urkundlich erwähnt. 1380 gelangte der Ort an die Grafschaft Heiligenberg, 1806 an Baden und 1924 zum Gemeindeverband Burgweiler.
Im Zuge der Gebietsreform in Baden-Württemberg wurde die Gemeinde Burgweiler mit dem Ort Zoznegg am 1. Januar 1975 nach Ostrach eingemeindet.